# Accadde in Atene
Accadde in Atene (It Happened in Athens) è un film statunitense del 1962 diretto da Andrew Marton. 

## Trama
Nel 1896 viene annunciato che i Giochi Olimpici saranno svolti ad Atene. Un giovane pastore, Spiridon Loues, decide di partecipare alla maratona di 26 miglia, ma una volta lì incontra Christina Gratsos, una giovane cittadina nonché cameriera personale di Eleni Costa, una delle attrici più affascinanti d'Europa.